# 구보 유야 (축구 선수)
구보 유야(일본어: 久保 裕也, 1993년 12월 24일 ~ )는 일본의 축구 선수로 현재 미국 메이저 리그 사커의 FC 신시내티에서 공격수 겸 미드필더로 활약하고 있다.

## 클럽 경력

### 교토 상가
교토 상가 유스팀에서 처음 축구를 시작한 뒤 2011년 프로에 전격적으로 뛰어들었고 2013년까지 공식전 69경기 20골을 터뜨리며 J2리그 2시즌 연속 3위(2012, 2013), 2011 시즌 천황배 준우승 등에 기여했다.

### 영 보이스
2013 시즌이 끝난 뒤 스위스 슈퍼리그의 영 보이스로 이적하여 2016-17 시즌 겨울 이적 시장 전까지 공식전 133경기 35골을 터뜨리며 2013-14 시즌 리그 3위와 2시즌 연속 리그 준우승(2014-15, 2015-16), 2014-15년 UEFA 유로파리그 32강 진출 등에 공헌했다.

### KAA 헨트
2016-17 시즌 겨울 이적 시장을 통해 벨기에 프로 리그의 KAA 헨트로 둥지를 튼 뒤 독일 분데스리가의 FC 뉘른베르크에서 임대 선수로 활동한 2018-19 시즌을 제외하고는 2019-20 시즌 겨울 이적 시장 전까지 꾸준히 헨트의 주축 선수로 활약하는 동안 공식전 71경기 25골을 터뜨리며 2016-17 시즌 리그 3위, 2017-18 시즌 리그 4위 등에 이바지했으며 특히 2019-20년 UEFA 유로파리그 예선에서도 5경기 3개의 공격포인트(2골 1어시스트)의 준수한 활약을 펼치며 팀의 본선 조별리그 진출에 일조했다.

### FC 신시내티
2019-20 시즌이 진행 중이던 2020년 1월 11일 미국 메이저 리그 사커의 FC 신시내티와 입단 계약을 체결한 뒤 뉴욕 레드불스와의 3월 1일 경기에서 MLS 데뷔전을 치렀고 이후 2023 시즌에서 팀의 창단 첫 MLS 정규리그 우승 및 MLS컵 4강 진출 그리고 6년만의 US 오픈컵 4강 진출에 기여했다.

## 국가대표팀 경력

### 일본 U-23
일본 U-23 대표팀 소속으로 2016년 AFC U-23 아시안컵 본선에 참가하여 팀의 우승과 함께 6회 연속 올림픽 본선 진출을 이끌었다.

### 일본 A대표팀
2012년 2월 아이슬란드와의 친선 경기에서 일본 A대표팀 소속으로 국제 A매치 데뷔전을 치렀고 이후 2017년 3월 23일 아랍에미리트와의 2018년 FIFA 월드컵 아시아 지역 최종 예선 B조 6차전에서 A매치 데뷔골을 터뜨렸다.
그 뒤 태국과의 7차전에서도 A매치 2경기 연속골을 터뜨리며 일본의 6회 연속 월드컵 본선 진출의 교두보를 마련했으나 니시노 아키라 감독 체제로 바뀌면서 결국 월드컵 본선 23인 최종 엔트리에는 들지 못했고 모리야스 하지메 감독 체제로 바뀐 이후에는 아예 대표팀에서 종적을 감춰버렸다. 그는 2018년까지 국제 A매치 통산 13경기에 출전, 2득점을 넣었다.

## 통계
| 일본 | 일본 | 일본 |
| 연도 | 출전 | 득점 |
| ---- | ---- | ---- |
| 2016 | 2    | 0    |
| 2017 | 9    | 2    |
| 2018 | 2    | 0    |
| 통산 | 13   | 2    |

## 수상 내역

### 클럽
교토 상가
- J2리그 : 3위 (2012, 2013)
- 천황배 : 준우승 (2011)

 영 보이스
- 스위스 슈퍼리그 : 준우승 (2014-15, 2015-16), 3위 (2013-14)

 KAA 헨트
- 벨기에 프로 리그 : 3위 (2016-17)

 FC 신시내티
- MLS컵 : 4강 (2023)
- US 오픈컵 : 4강 (2023)

### 국가대표팀
일본 U-23
- AFC U-23 아시안컵 : 우승 (2016)